# Тегея
Тегея (на старогръцки: Τεγέα, Tegea), през Средновековието Никли (Nikli), е един от най-старите и най-могъщи градове в Аркадия на Древна Гърция. Днес е община с площ 118,35 km² и около 4 100 жители, от които ок. 650 живеят в селището и управленското място Стадио.
Тегея се образува през архаическата епоха чрез сливането (синойкизъм) на множество села. Митичен основател на Тегея е цар Алей, бащата на Авга.
В града имало голям храм на Атина Алеа, издигнат от Скопас и превъзхождащ всички останали храмове на Пелопонес.
През 395 г. градът е разрушен от готите под Аларих I и отново построен с византийското име Никли. Градът е важно място на Византийската империя на Пелопонес.